# Township de Hpasawng
 (novembre 2024).
Le township de Hpasawng (birman : ဖားဆောင်းမြို့နယ်) est un township du district de Bawlakhe, dans l’État de Kayah.